# Guido Wieland

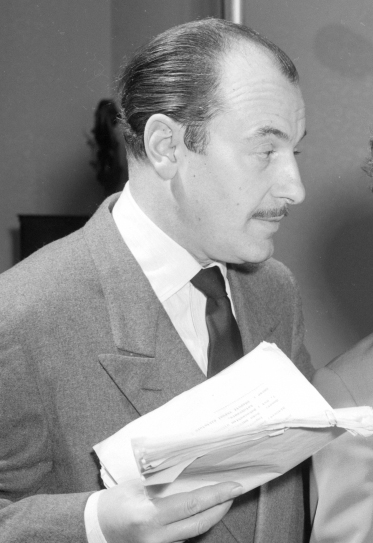
Guido Wieland bei einer Rundfunkaufnahme (1954)

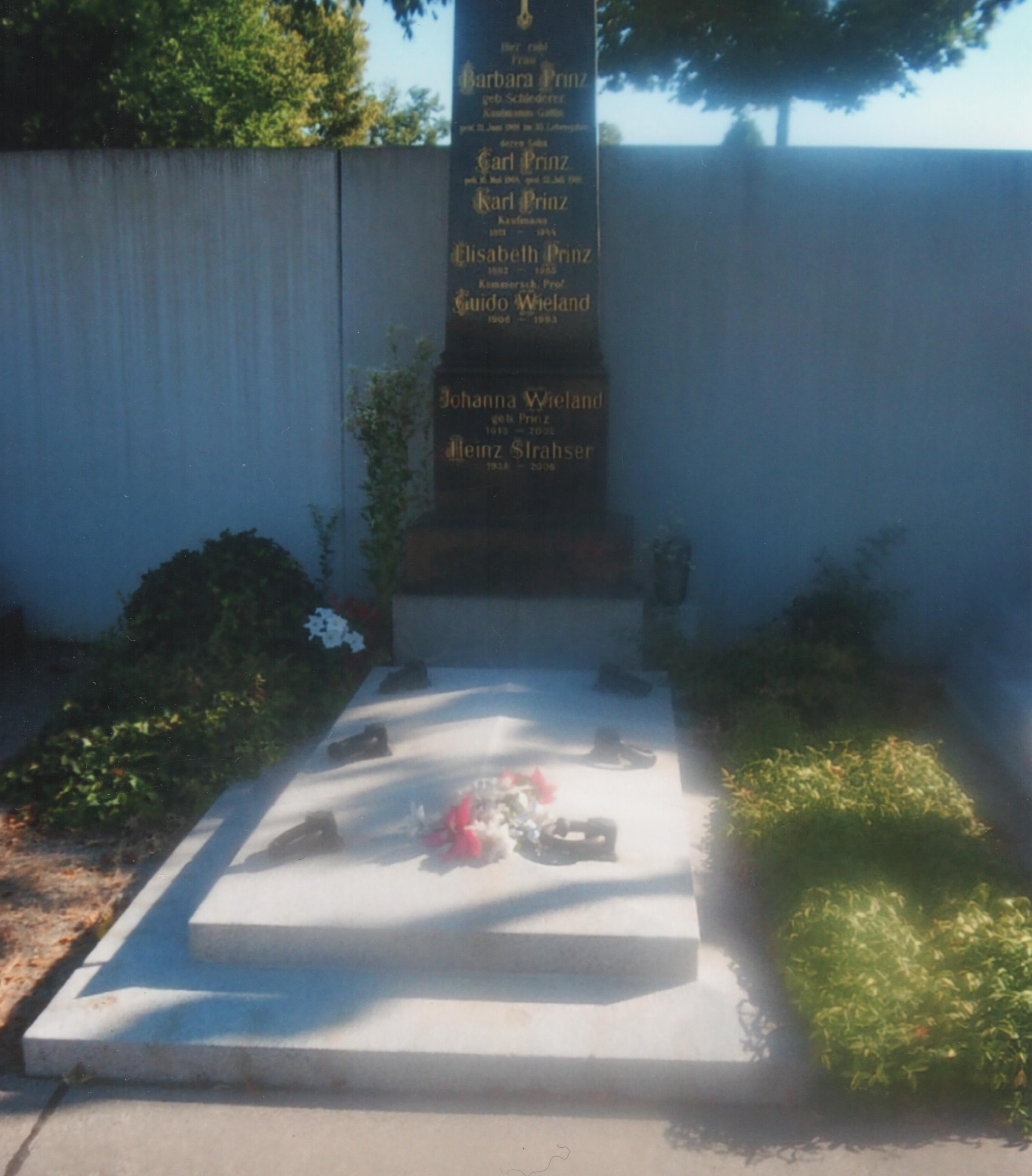
Grabstätte von Guido Wieland

Guido Wieland (* 18. November 1906 in Wien; † 10. März 1993 ebenda) war ein österreichischer Theater- und Filmschauspieler sowie Operettenbuffo.

## Schauspieler
Guido Wielands Vater war der Schauspieler Ernst Wieland. Er begann eine Banklehre, gab diese aber zu Gunsten des Schauspielerberufs auf. Er durchlief den Schauspielunterricht bei Rudolf Beer und erhielt sein erstes Engagement 1925 als Chorsänger des Deutschen Volkstheaters in Wien. Nach Wanderjahren, die ihn bis in die USA führten, kehrte er nach Wien zurück, trat aber auch an deutschen Theatern in Böhmen und Mähren auf. Er spielte im Theater an der Wien und an den Wiener Kammerspielen in musikalischen Komödien und Operetten (1929–1931). Dann war er bis 1938 an Theatern im heutigen Tschechien und in der Schweiz tätig. Er wurde dabei regelmäßig als Operettenbuffo eingesetzt.
Über sein Leben im Zweiten Weltkrieg wurde in Lebensläufen vermerkt, er sei damals ohne Engagement gewesen. In Lehmanns Wiener Adressbuch war er von 1932 bis zum letzten Erscheinungsjahr, 1942, mit der Adresse 4., Paniglgasse 19, als Schauspieler eingetragen. Einem Nachruf auf der Website des Neuen Deutschlands, laut Eigenbezeichnung sozialistische Tageszeitung, zufolge hatte er in der Zeit des Nationalsozialismus Auftrittsverbot.
Von 1945 an war er in vielfältigen und sehr unterschiedlichen Rollen an Wiener Theatern zu sehen:
- 1945–1948 am Wiener Bürgertheater,
- 1948–1950 am Raimundtheater, dann
- 1951–1990 am Theater in der Josefstadt.

Zudem wirkte er von den 1950er bis 1970er Jahren in vielen, meist unterhaltsamen Filmen mit und von 1958 bis zu seinem Tod in Fernsehfilmen auch zu ernsten Themen. Er trat z. B. in den Fernsehspielen Wie eine Träne im Ozean nach Manès Sperber, Die Geschichte der 1002. Nacht von Joseph Roth und Hier bin ich, mein Vater nach Friedrich Torberg sowie in Axel Cortis Film Der Fall Jägerstätter über einen österreichischen Wehrdienstverweigerer in der NS-Zeit auf.
Wieland war verheiratet mit der Schauspielerin Hansi Prinz.

## Seriendarsteller
1952–1960 war er in der beliebten Radiofamilie, die den Familiennamen Floriani trug, das schrullige Familienmitglied Onkel Guido. Auch später trat er nicht selten in Rollen auf, in denen er seinen Vornamen behielt.
Guido Wieland war in folgenden Fernsehserien zu sehen:
- 1958–1967 in der Familie Leitner,
- 1966–1972 in Pater Brown (als Inspektor Smith neben Josef Meinrad),
- 1971 in Wenn der Vater mit dem Sohne,
- 1980–1986 in Ringstraßenpalais,
- 1980–1993 in Die liebe Familie
- 1983: Waldheimat (1.02) 1 Folge als Apotheker
- 1991 in Die Strauß-Dynastie.

## Filmografie (Auswahl)
- 1951: Das Herz einer Frau
- 1952: Abenteuer in Wien
- 1962: 1. April 2000
- 1955: Um Thron und Liebe
- 1955: Die Wirtin zur Goldenen Krone
- 1957: Sissi – Schicksalsjahre einer Kaiserin
- 1957: Noch minderjährig (Unter Achtzehn)
- 1957: Skandal in Ischl
- 1958: Hallo Taxi
- 1958: Die Straße
- 1959: Mädchen für die Mambo-Bar
- 1960: Der brave Soldat Schwejk
- 1960: Geständnis einer Sechzehnjährigen
- 1960: Schicksals-Sinfonie (The Magnificent Rebel)
- 1960: Frauen in Teufels Hand
- 1960: Mit Himbeergeist geht alles besser
- 1960: Am Galgen hängt die Liebe
- 1960: Ich heiße Robert Guiscard
- 1963: Ein Alibi zerbricht
- 1964: Die Bekehrung des Ferdys Pistora
- 1964: Hilfe, meine Braut klaut
- 1964: Das hab ich von Papa gelernt
- 1969: Frau Wirtin hat auch eine Nichte
- 1969: Die Moritat vom Räuberhauptmann Johann Georg Grasel
- 1970: Wie ein Träne im Ozean
- 1970: Zug fährt Wiental
- 1971: Der Fall Jägerstätter
- 1971: Hochwürden drückt ein Auge zu
- 1972: Immer Ärger mit Hochwürden
- 1972: Tatort: Die Samtfalle (Fernsehreihe, 1 Folge)
- 1973: Der Vorgang
- 1974: Karl May
- 1974: Change
- 1975: Parapsycho – Spektrum der Angst
- 1976: Die Wildente
- 1976: Die Wölfin vom Teufelsmoor
- 1978: Die erste Polka
- 1978: Tatort: Mord im Krankenhaus
- 1980–1993: Die liebe Familie (Fernsehserie)
- 1980: Jan vom goldenen Stern
- 1980: Land, das meine Sprache spricht
- 1980: Glaube Liebe Hoffnung
- 1984: Wer war Edgar Allan?

## Ehrung, Gedenken
- Kammerschauspieler
- Goldenes Ehrenzeichen für Verdienste um das Land Wien (1972)
- Ehrenkreuz für Wissenschaft und Kunst der Republik Österreich (I. Klasse, 1973)

Seine letzte Ruhestätte befindet sich auf dem Ortsfriedhof von Deutsch Wagram in Niederösterreich, wenige Kilometer nordöstlich von Wien.
2013 brachte das Volkstheater Wien von Ingeborg Bachmann verfasste Radiofamilie-Folgen auf die Bühne; Onkel Guido, dargestellt von Günter Tolar, spielte darin eine prominente Rolle.